# Ana Gabriel
María Guadalupe Araujo Young, mais conhecida como Ana Gabriel (Guamúchil, 10 de dezembro de 1955), é uma cantora, compositora e produtora musical mexicana.
Seu trabalho lhe rendeu inúmeros prêmios e reconhecimentos, incluindo uma indicação ao Grammy, quatro indicações ao Grammy Latino, treze Prêmio Lo Nuestros, bem como prêmios da Sociedade Americana de Compositores, Autores e Editores.

## Discografia

### Álbuns de estúdio
- 1985 Un estilo (Sony Music)
- 1986 Sagitario (Sony Music)
- 1987 Pecado original (Sony Music)
- 1988 Tierra de nadie (Sony Music)
- 1989 Quién como tú (Sony Music)
- 1989 Ana Gabriel mix cassette (Sony Music)
- 1991 Mi México (Sony Music)
- 1992 Amores
- 1992 Personalidad/The best (Sony Music)
- 1992 Silueta (Sony Music)
- 1993 Luna (Sony Music)
- 1994 Ayer y hoy (Sony Music)
- 1995 Joyas de dos siglos (Sony Music)
- 1996 Vivencias (Sony Music)
- 1997 Con un mismo corazón (Sony Music)
- 1999 Soy como soy (Sony Music)
- 2000 Eternamente (Sony Music)
- 2001 Una voz para tu corazón 30 grandes éxitos (Sony Music)
- 2002 Huelo a soledad (Sony Music)
- 2003 Dulce y salado (Sony Music)
- 2004 Tradicional (Sony Music)
- 2005 Historia de una reina (Sony Music)
- 2006 Dos amores un amante (EMI music)
- 2006 La Reina canta a México (BMG music) editado nos Estados Unidos
- 2006 Canciones de Amor (Sony Music)
- 2007 Arpeggios de amor (EMI music)
- 2007 Brillantes (Sony Music)
- 2008 Los Gabriel Simplemente amigos/Los Gabriel Cantan a México (Sony Music)
- 2008 Juntos Ana Gabriel y Pepe Aguilar (EMI televisa music) editado nos Estados Unidos
- 2009 Renacer... Homenaje A Lucha Villa (AG Records & ARDC Music Division)
- 2011 Celebrando la Historia de México (Sony Latín)
- 2012 Celebrando la Historia de México Volumen 2 (Sony BMG)

### Ao vivo
- 1990 En vivo (Sony Music)
- 1998 En la Plaza de Toros México (Sony Music)
- 2013 Ana Gabriel Altos de Chavón (Sony Music)

### Compilações
- 1992 The Best
- 1995 Ayer Y Hoy Sony
- 1998 The Best: The Latin Stars Series Sony International
- 1999 20th Anniversary Sony International
- 1999 3 CD Box Sony International
- 2001 Una Voz Para tu Corazón - 30 Grandes Éxitos
- 2002 Colección de Oro
- 2002 Personalidad: 20 Éxitos
- 2005 Historia de Una Reina
- 2006 Canciones de Amor
- 2006 La Reina Canta a México
- 2006 Best of Ana Gabriel
- 2006 Con Sentimiento
- 2007 Los Gabriel… Simplemente Amigos
- 2008 Los Gabriel: Cantan a México
- 2009 Lo esencial de Ana Gabriel (Sony Music México)